# Corinth (contea di Henderson, Texas)
Corinth è una città fantasma della contea di Henderson, Texas, Stati Uniti.

## Storia
A metà degli anni 1930 l'insediamento aveva una popolazione residente, con una chiesa e una scuola attive.  Per mancanza di alunni, la scuola chiuse e nel 1990 Corinth era una comunità rurale composta da alcune case sparse.